# ル・プティ＝ケヴィイー
ル・プティ＝ケヴィイー （Le Petit-Quevilly）は、フランス、ノルマンディー地域圏、セーヌ＝マリティーム県のコミューン。

## 交通
1994年の試運転以来、ルーアン地下鉄が乗り入れている。ジョルジュ・ブラック線は市内を南北に5駅通過する。ルーアン中心部やル・グラン＝ケヴィイーへは15分ほどである。
バスは2路線あり、頻繁にやってくる。地下鉄の通っていない近隣コミューンへのアクセスを提供している。
ル・プティ＝ケヴィイーには、A13と接続するRN338号線が通過している。

## 歴史
ル・プティ＝ケヴィイーの起源は、ル・グラン＝ケヴィイーと分離した12世紀にさかのぼる。これは、初代ルーアン伯にしてノルマン人国家の建国者ロロによって行われた大開拓事業の結果である。

## 人口統計
| 1962年 | 1968年 | 1975年 | 1982年 | 1990年 | 1999年 | 2006年 |
| ------ | ------ | ------ | ------ | ------ | ------ | ------ |
| 21 098 | 22 876 | 22 401 | 22 876 | 22 600 | 22 332 | 21 970 |

## 姉妹都市
- プレムニッツ、ドイツ
- サンタ・マリーニャ、ポルトガル